# Kalpi (agrume)
Espèce
Kalpi, Citrus × webberii, alsem est un agrume des Philippines cultivé à Hawai.

## Dénomination
La plante a été introduite aux USA  en 1912 sous le nom de Cabugao, Citrus webberii var. montana (du nom du Dr. H.J. Webber qui était le directeur de la station agrumicole de Riverside avec qui Wester a travaillé).
Alsem est le nom employé par Wester (1915) dans la description de Citrus webberii. Il écrit ne jamais avoir vu d'alsem autre qu'une plante de bouture provenant de Lanao au Bulacan, et poursuit «La saveur et l'arôme placent l'alsem en étroite relation avec le cabuyao (Citrus hystrix) [le combava], et c'est un fait curieux que les Tagalogs le nomment toujours cabuyao». Citrus webberii [var.] Montana Wester est le nom botanique employé par Wester (1915) lors de son introduction au USA, il le donne le cabugao = combava pour un forme de l'alsem.
Kalpi lime = C. aurantifolia est retenu par Luis Navarro et al. (2015). Kalpi est un mot tagalog (dialecte Bicolano - Luzon et Mindanao). Il est présent en Europe sous le nom de Kalpi papeda. Nogapog est donné comme synonyme par R. Cottin.
Ne pas confondre avec ×Citroncirus webberi J. W. Ingram & H. E. Moore qui désigne les citranges, hybrides C. sinensis x Poncirus trifoliata.

## Histoire
Selon les universitaires de Hawaï (2013), des migrants philippins ont introduit la plante à Hawaï sous le nom de Kalpi. Il y est devenu un des citrons le plus commun et il est aussi désigné comme citron malais. Il y était reproduit par semis, d'où une diversité dans la qualité des fruits et le nombre d'épines sur l'arbre.

## Description

### Morphologie
L'arbre mesure 5 à 10 m de haut , il donne des fruits d'environ 4,5 cm de diamètre, très juteux et acides qui peuvent être utilisés comme des limes ou des citrons à la différence du combava. Il est épineux et les feuilles sont grandes 8,5 à 14 cm de long, 3 à 5 cm de large.

### Proximité avec le combava
En 2006, R.C.Refuerzo a décrit les distances cytologiques et phénotypiques entre Kalpi, Gapas-gapas (Citrus hystrix DC var. boholensis Wester), et Makruut (Citrus hystrix DC), le nombre de chromosomes diploïdes est de 2n=18 chez les 3 populations. Il regroupe Makruut et Gapas-gapas comme combava et en écarte Kalpi. Comme le combava le pétiole de la feuille est ailé de façon très prononcée, le fruit parfois a l'écorce grumeleuse du combava, parfois lisse comme celle du macroptère.

### Porte-greffe
Citrus Webberi comme C. microcarpa a un système radiculaire étalé et dense qui s'enfonce profondément dans le sol; il a été essayé par Webber comme porte-greffe des oranges et des mandarines qui ont une racine pivotante, expérimentation sans suite. La plante est sensible au chancre.

##### Agrumes des Philippines
- Calamondin, Miaray